# La Celia (ort)
La Celia är en ort i Colombia.   Den ligger i departementet Risaralda, i den centrala delen av landet, 220 km väster om huvudstaden Bogotá. La Celia ligger 1 643 meter över havet och antalet invånare är 4 940.
Terrängen runt La Celia är kuperad åt sydost, men åt nordväst är den bergig. Runt La Celia är det ganska tätbefolkat, med 83 invånare per kvadratkilometer. Närmaste större samhälle är Viterbo, 16,2 km öster om La Celia. I omgivningarna runt La Celia växer i huvudsak städsegrön lövskog.